# Temporada da NBA de 2019–20
A Temporada da NBA de 2019–20 foi a 74ª temporada da National Basketball Association (NBA). A temporada regular começou em 22 de outubro de 2019 e originalmente deveria terminar em 15 de abril de 2020. No entanto, a temporada foi suspensa em 11 de março em consequência da pandemia de COVID-19. O Jogo das Estrelas foi jogado em 16 de fevereiro de 2020, no United Center, em Chicago, Illinois. Os playoffs foram originalmente programados para começar em 18 de abril e terminar com as finais da NBA em junho. No momento da suspensão, as equipes haviam disputado entre 63 e 67 partidas.
Em 4 de junho de 2020, os diretores da NBA anunciaram um plano para recomeçar a temporada em 31 de julho naquele ano em Orlando. Neste plano, 13 times da Conferência Oeste e 9 da Conferência Leste jogaram dentro de uma "bolha", disputando oito jogos para determinar a classificação final e as últimas vagas nos playoffs, onde 16 equipes disputam a pós-temporada convencional.
Em 26 de agosto a temporada foi suspensa mais uma vez após uma greve dos jogadores durante os playoffs. As finais terminaram em 11 de outubro de 2020, 355 dias após o dia de abertura da temporada regular de 22 de outubro de 2019 e 377 dias após os primeiros jogos da pré-temporada em 30 de setembro de 2019. Esta foi a temporada mais longa da história da NBA.

## Transferências

### Aposentadorias
- setembro de 2018 - Dwyane Wade anunciou suas intenções de se aposentar da NBA no final da temporada 2018-19. Wade jogou suas 16 temporadas nas franquias Miami Heat, Chicago Bulls e Cleveland Cavaliers, vencendo três campeonatos com o Heat em 2006, 2012 e 2013. Wade é considerado por muitos como o o melhor jogador do Miami Heat de todos os tempos.[5]
- 1 de março de 2019 - Channing Frye anunciou sua aposentadoria da NBA. Frye jogou 13 temporadas na NBA, vencendo um campeonato com o Cleveland Cavaliers em 2016.[6]
- 9 de abril de 2019 - Dirk Nowitzki anunciou sua aposentadoria da NBA. Nowitzki jogou todas as suas 21 temporadas na franquia Dallas Mavericks, vencendo um campeonato e MVP de finais com o Mavericks em 2011, e também os levou a uma aparição nas finais em 2006. Nowitzki é considerado por muitos como o maior jogador do Dallas Maverick de todos os tempos, e também é considerado por alguns como o maior jogador internacional da NBA de todos os tempos.[7]
- 10 de junho de 2019 - Tony Parker anunciou sua aposentadoria da NBA. Ele jogou 18 temporadas na NBA e foi quatro vezes campeão da NBA e MVP das finais em 2007 com o San Antonio Spurs.[8]
- 28 de junho de 2019 - Darren Collison anunciou sua aposentadoria da NBA. Ele jogou por cinco franquias durante seus 10 anos de carreira na NBA.[9]
- 29 de agosto de 2019 - Zaza Pachulia anunciou sua aposentadoria da NBA. Ele jogou por seis franquias durante seus 16 anos de carreira. Ele ganhou dois campeonatos com o Golden State Warriors.[10]
- 13 de setembro de 2019 - Shaun Livingston anunciou sua aposentadoria da NBA. Ele jogou por dez franquias durante seus 15 anos de carreira na NBA. Ele venceu três campeonatos com o Golden State Warriors.[11]
- 18 de outubro de 2019 - Luol Deng assinou um contrato cerimonial de um dia com o Chicago Bulls e oficialmente se aposentou depois de jogar 15 temporadas. Ele foi duas vezes All-Star com os Bulls.[12]
- 4 de novembro de 2019 - José Calderón anunciou sua aposentadoria da NBA. Ele jogou por sete franquias durante seus 14 anos de carreira na NBA.[13]
- 28 de dezembro de 2019 - Zach Randolph anunciou sua aposentadoria da NBA. Ele jogou por cinco franquias durante seus 17 anos de carreira na NBA. Ele foi duas vezes All-Star com os Grizzlies.[14]
- 16 de fevereiro de 2020 - Marcin Gortat anunciou sua aposentadoria da NBA. Ele jogou por quatro franquias durante seus 12 anos de carreira na NBA.[15]
- 14 de abril de 2020 - Trevor Booker anunciou sua aposentadoria da NBA. Ele jogou por cinco franquias durante sua carreira de oito anos na NBA.[16]
- 25 de junho de 2020 - Vince Carter anunciou sua aposentadoria da NBA. Carter jogou por oito franquias durante uma carreira recorde de 22 anos na NBA; ele é o único jogador a jogar em quatro décadas diferentes e foi o último jogador ativo a ter jogado na década de 1990.[17]

### Alterações no comando técnico
| Fora de temporada   |                   |                   |
| Equipe              | 2018-19           | 2019–20           |
| Cleveland Cavaliers | Larry Drew        | John Beilein      |
| Los Angeles Lakers  | Luke Walton       | Frank Vogel       |
| Memphis Grizzlies   | J. B. Bickerstaff | Taylor Jenkins    |
| Phoenix Suns        | Igor Kokoškov     | Monty Williams    |
| Sacramento Kings    | Dave Joerger      | Luke Walton       |
| Durante a temporada |                   |                   |
| Equipe              | Técnico demitido  | Novo técnico      |
| Cleveland Cavaliers | John Beilein      | J. B. Bickerstaff |
| New York Knicks     | David Fizdale     | Mike Miller       |
| Brooklyn Nets       | Kenny Atkinson    | Jacque Vaughn     |

#### Fora de temporada
- 11 de abril de 2019 - O Cleveland Cavaliers e Larry Drew se separaram após o vencimento do contrato de Drew após a temporada 2018-19.[18]
- 12 de abril de 2019 - O Memphis Grizzlies demitiu J. B. Bickerstaff após quase duas temporadas.[19]
- 11 de abril de 2019 - O Sacramento Kings demitiu Dave Joerger após três temporadas. A equipe perdeu os playoffs pelo décimo terceiro ano consecutivo.[20] [21]
- 12 de abril de 2019 - O Los Angeles Lakers e o treinador principal Luke Walton se separaram após três temporadas.[22]
- 14 de abril de 2019 - O Sacramento Kings contratou Luke Walton como seu novo treinador.[23]
- 22 de abril de 2019 - O Phoenix Suns demitiu Igor Kokoškov após uma temporada. A equipe perdeu os playoffs pelo nono ano consecutivo.[24] [25]
- 3 de maio de 2019 - O Phoenix Suns contratou Monty Williams como seu novo técnico.[26] [27]
- 13 de maio de 2019 - O Cleveland Cavaliers contratou John Beilein como seu novo treinador.[28]
- 13 de maio de 2019 - O Los Angeles Lakers contratou Frank Vogel como seu novo treinador.[29]
- 11 de junho de 2019 - O Memphis Grizzlies contratou Taylor Jenkins como seu novo treinador.[30]

#### Durante a temporada
- 6 de dezembro de 2019 - O New York Knicks demitiu David Fizdale depois de começar a temporada com um 4-18 e nomeou Mike Miller como técnico interino.[31]
- 19 de fevereiro de 2020 - O Cleveland Cavaliers nomeou J. B. Bickerstaff como seu novo técnico principal depois de John Beilein se retirar da sua função.[32]
- 7 de março de 2020 - O Brooklyn Nets e o seu técnico Kenny Atkinson acordaram mutuamente na rescisão do contrato de Atkinson. Jacque Vaughn foi escolhido para substituir o técnico.[33]

## Pré-temporada

### Jogos internacionais
O Indiana Pacers e o  Sacramento Kings disputaram dois jogos de pré-temporada no Estádio Indoor Sardar Vallabhbhai Patel, NSCI Dome, em Mumbai, na Índia, nos dias 4 e 5 de outubro de 2019.  
O Toronto Raptors e o Houston Rockets jogaram dois jogos de pré-temporada no Saitama Super Arena em  Saitama City, Japão, nos dias 8 e 10 de outubro de 2019. 
O Los Angeles Lakers e o Brooklyn Nets jogaram dois jogos de pré-temporada em Shanghai, na China, em 10 de outubro e em Shenzhen em 12 de outubro.  
O Los Angeles Clippers e o Dallas Mavericks disputarão uma partida de pré-temporada em Canadá, na Rogers Arena em Vancouver em 17 de outubro.

## Arenas
Esta é a primeira temporada do Golden State Warriors no novo Chase Center em São Francisco, depois de jogar no Oracle Arena, em Oakland, de 1971 a 2019. Os Warriors jogaram seu primeiro jogo lá em um jogo de pré-temporada contra o Los Angeles Lakers em 5 de outubro de 2019. O primeiro jogo da temporada regular foi contra o Los Angeles Clippers em 24 de outubro de 2019.
A arena local do Cleveland Cavaliers, anteriormente conhecida como Quicken Loans Arena, foi renomeada como Rocket Mortgage FieldHouse em 9 de abril de 2019.

## Temporada regular
A programação da temporada 2019-20 foi lançada em 12 de agosto de 2019. A temporada regular começou em 22 de outubro de 2019.
Em 11 de março de 2020, a temporada foi suspensa devido à pandemia de COVID-19. O cronograma reformatado da temporada regular para as 22 equipes restantes que na "bolha" em Orlando foi lançado em 26 de junho. A temporada regular retomou os jogos em 30 de julho.

### Classificação por divisão
| Conferência Leste    |    |        |                     |    |    |       |
| Divisão do Atlântico |    |        |                     |    |    |       |
| #                    | C  | Equipe | Equipe              | V  | D  | PCT   |
| 1                    | 2  |        | Toronto Raptors     | 46 | 18 | 0.719 |
| 2                    | 3  |        | Boston Celtics      | 43 | 21 | 0.672 |
| 3                    | 6  |        | Philadelphia 76ers  | 39 | 26 | 0.600 |
| 4                    | 7  |        | Brooklyn Nets       | 30 | 34 | 0.469 |
| 5                    | 12 |        | New York Knicks     | 21 | 45 | 0.318 |
| Divisão Central      |    |        |                     |    |    |       |
| #                    | C  | Equipe | Equipe              | V  | D  | PCT   |
| 1                    | 1  |        | Milwaukee Bucks     | 53 | 12 | 0.815 |
| 2                    | 5  |        | Indiana Pacers      | 39 | 26 | 0.600 |
| 3                    | 11 |        | Chicago Bulls       | 22 | 43 | 0.338 |
| 4                    | 13 |        | Detroit Pistons     | 20 | 46 | 0.303 |
| 5                    | 15 |        | Cleveland Cavaliers | 19 | 46 | 0.292 |
| Divisão Sudeste      |    |        |                     |    |    |       |
| #                    | C  | Equipe | Equipe              | V  | D  | PCT   |
| 1                    | 4  |        | Miami Heat          | 41 | 24 | 0.631 |
| 2                    | 8  |        | Orlando Magic       | 30 | 35 | 0.462 |
| 3                    | 9  |        | Washington Wizards  | 24 | 40 | 0.375 |
| 4                    | 10 |        | Charlotte Hornets   | 23 | 42 | 0.354 |
| 5                    | 14 |        | Atlanta Hawks       | 20 | 47 | 0.299 |

| Conferência Oeste   |    |        |                        |    |    |       |
| Divisão Noroeste    |    |        |                        |    |    |       |
| #                   | C  | Equipe | Equipe                 | V  | D  | PCT   |
| 1                   | 3  |        | Denver Nuggets         | 43 | 22 | 0.662 |
| 2                   | 4  |        | Utah Jazz              | 41 | 23 | 0.641 |
| 3                   | 5  |        | Oklahoma City Thunder  | 40 | 24 | 0.625 |
| 4                   | 9  |        | Portland Trail Blazers | 29 | 37 | 0.439 |
| 5                   | 14 |        | Minnesota Timberwolves | 19 | 45 | 0.297 |
| Divisão do Pacífico |    |        |                        |    |    |       |
| #                   | C  | Equipe | Equipe                 | V  | D  | PCT   |
| 1                   | 1  |        | Los Angeles Lakers     | 49 | 14 | 0.778 |
| 2                   | 3  |        | Los Angeles Clippers   | 44 | 20 | 0.688 |
| 3                   | 11 |        | Sacramento Kings       | 28 | 36 | 0.438 |
| 4                   | 13 |        | Phoenix Suns           | 26 | 39 | 0.400 |
| 5                   | 15 |        | Golden State Warriors  | 15 | 50 | 0.231 |
| Divisão Sudoeste    |    |        |                        |    |    |       |
| #                   | C  | Equipe | Equipe                 | V  | D  | PCT   |
| 1                   | 6  |        | Houston Rockets        | 40 | 24 | 0.625 |
| 2                   | 7  |        | Dallas Mavericks       | 40 | 27 | 0.597 |
| 3                   | 8  |        | Memphis Grizzlies      | 32 | 33 | 0.492 |
| 4                   | 10 |        | New Orleans Pelicans   | 28 | 36 | 0.438 |
| 5                   | 12 |        | San Antonio Spurs      | 27 | 36 | 0.429 |

# = Posição na divisão, C = Posição na conferência, V = Vitórias, D = Derrotas, PCT = aproveitamento %

### Classificação por conferência
| #  | Conferência Leste       | Conferência Leste | Conferência Leste | Conferência Leste | Conferência Leste | Conferência Leste |
| #  | Time                    | V                 | D                 | PCT               | JA                | J                 |
| -- | ----------------------- | ----------------- | ----------------- | ----------------- | ----------------- | ----------------- |
| 1  | z – Milwaukee Bucks     | 56                | 17                | .767              | –                 | 72                |
| 2  | y – Toronto Raptors     | 53                | 19                | .736              | 2.5               | 72                |
| 3  | x – Boston Celtics      | 48                | 24                | .667              | 7.5               | 72                |
| 4  | x – Indiana Pacers      | 45                | 28                | .616              | 11.0              | 73                |
| 5  | y – Miami Heat          | 44                | 29                | .603              | 12.0              | 73                |
| 6  | x – Philadelphia 76ers  | 43                | 30                | .589              | 13.0              | 73                |
| 7  | x – Brooklyn Nets       | 35                | 37                | .483              | 20.5              | 72                |
| 8  | x – Orlando Magic       | 33                | 40                | .452              | 23.0              | 73                |
|    |                         |                   |                   |                   |                   |                   |
| 9  | o – Washington Wizards  | 25                | 47                | .347              | 30.5              | 72                |
| 10 | o – Charlotte Hornets   | 23                | 42                | .354              | 29.0              | 65                |
| 11 | o – Chicago Bulls       | 22                | 43                | .338              | 30.0              | 65                |
| 12 | o – New York Knicks     | 21                | 45                | .318              | 31.5              | 66                |
| 13 | o – Detroit Pistons     | 20                | 46                | .303              | 32.5              | 66                |
| 14 | o – Atlanta Hawks       | 20                | 47                | .299              | 33.0              | 67                |
| 15 | o – Cleveland Cavaliers | 19                | 46                | .292              | 33.0              | 65                |

| #  | Conferência Oeste          | Conferência Oeste | Conferência Oeste | Conferência Oeste | Conferência Oeste | Conferência Oeste |
| #  | Time                       | V                 | D                 | PCT               | JA                | J                 |
| -- | -------------------------- | ----------------- | ----------------- | ----------------- | ----------------- | ----------------- |
| 1  | c – Los Angeles Lakers     | 52                | 19                | .732              | –                 | 71                |
| 2  | x – Los Angeles Clippers   | 49                | 23                | .681              | 3.5               | 72                |
| 3  | y – Denver Nuggets         | 46                | 27                | .630              | 7.0               | 73                |
| 4  | y – Houston Rockets        | 44                | 28                | .611              | 8.5               | 72                |
| 5  | x – Oklahoma City Thunder  | 44                | 28                | .611              | 8.5               | 72                |
| 6  | x – Utah Jazz              | 44                | 28                | .611              | 8.5               | 72                |
| 7  | x – Dallas Mavericks       | 43                | 32                | .573              | 11.0              | 75                |
| 8  | x – Portland Trail Blazers | 35                | 39                | .473              | 18.5              | 74                |
|    |                            |                   |                   |                   |                   |                   |
| 9  | o - Memphis Grizzlies      | 34                | 39                | .466              | 19.0              | 73                |
| 10 | o - Phoenix Suns           | 34                | 39                | .466              | 19.0              | 73                |
| 11 | o – San Antonio Spurs      | 32                | 39                | .451              | 20.0              | 71                |
| 12 | o – Sacramento Kings       | 31                | 41                | .431              | 21.5              | 72                |
| 13 | o – New Orleans Pelicans   | 30                | 42                | .417              | 22.5              | 72                |
| 14 | o - Minnesota Timberwolves | 19                | 45                | .297              | 30.5              | 64                |
| 15 | o – Golden State Warriors  | 15                | 50                | .231              | 34.0              | 65                |

| Notas - c – Ganhou a vantagem de decidir em casa até a decisão de conferência dos playoffs. | - o - Eliminado das chances de playoffs. |

### Eliminatória 'Play-In'
Um desempate foi determinado para ser disputado entre o oitavo e nono colocado cada conferência, caso houvesse ao menos uma diferença de 4 jogos entre eles na classificação final. O vencedor ocupará a oitava posição nos playoffs. O oitavo colocado teria que vencer ao menos um jogo de desempate, enquanto a equipe classificada na nona posição teria que vencer duas partidas entre eles. No Leste não houve necessidade de Play-In, sendo essas partidas de qualificação disputadas apenas na Conferência Oeste. Esta é a primeira vez na história da NBA que um slot de pós-temporada foi decidido dessa forma.
| 'Play-In' da Conferencia Oeste |                   |           |                |
| Oitavo                         | Nono              | Partida 1 | Partida 2      |
| Portland Trail Blazers         | Memphis Grizzlies | 126-122   | Não necessário |

## Pós-temporada
Os playoffs começaram no dia 17 de agosto de 2020.
|  | Primeira rodada   | Primeira rodada        | Primeira rodada |                      |   | Semifinais de Conferência | Semifinais de Conferência | Semifinais de Conferência |  |  | Finais de Conferência | Finais de Conferência | Finais de Conferência |  |  | Finais da NBA | Finais da NBA | Finais da NBA |  |
|  |                   |                        |                 |                      |   |                           |                           |                           |  |  |                       |                       |                       |  |  |               |               |               |  |
|  | 1                 | Milwaukee Bucks*       | 4               |                      |   |                           |                           |                           |  |  |                       |                       |                       |  |  |               |               |               |  |
|  | 1                 | Milwaukee Bucks*       | 4               |                      |   |                           |                           |                           |  |  |                       |                       |                       |  |  |               |               |               |  |
|  | 8                 | Orlando Magic          | 1               |                      |   |                           |                           |                           |  |  |                       |                       |                       |  |  |               |               |               |  |
|  | 8                 | Orlando Magic          | 1               |                      | 1 | Milwaukee Bucks*          | 1                         |                           |  |  |                       |                       |                       |  |  |               |               |               |  |
|  |                   |                        |                 |                      | 1 | Milwaukee Bucks*          | 1                         |                           |  |  |                       |                       |                       |  |  |               |               |               |  |
|  |                   |                        | 5               | Miami Heat*          | 4 |                           |                           |                           |  |  |                       |                       |                       |  |  |               |               |               |  |
|  | 4                 | Indiana Pacers         | 5               | Miami Heat*          | 4 | 0                         |                           |                           |  |  |                       |                       |                       |  |  |               |               |               |  |
|  | 4                 | Indiana Pacers         |                 |                      |   |                           |                           |                           |  |  |                       |                       |                       |  |  |               |               |               |  |
|  | 5                 | Miami Heat*            | 4               |                      |   |                           |                           |                           |  |  |                       |                       |                       |  |  |               |               |               |  |
|  | 5                 | Miami Heat*            | 4               |                      | 5 | Miami Heat*               | 4                         |                           |  |  |                       |                       |                       |  |  |               |               |               |  |
|  | Conferência Leste |                        |                 |                      | 5 | Miami Heat*               | 4                         |                           |  |  |                       |                       |                       |  |  |               |               |               |  |
|  |                   |                        | 3               | Boston Celtics       | 2 |                           |                           |                           |  |  |                       |                       |                       |  |  |               |               |               |  |
|  | 3                 | Boston Celtics         | 3               | Boston Celtics       | 2 | 4                         |                           |                           |  |  |                       |                       |                       |  |  |               |               |               |  |
|  | 3                 | Boston Celtics         |                 |                      |   |                           |                           |                           |  |  |                       |                       |                       |  |  |               |               |               |  |
|  | 6                 | Philadelphia 76ers     | 0               |                      |   |                           |                           |                           |  |  |                       |                       |                       |  |  |               |               |               |  |
|  | 6                 | Philadelphia 76ers     | 0               |                      | 3 | Boston Celtics            | 4                         |                           |  |  |                       |                       |                       |  |  |               |               |               |  |
|  |                   |                        |                 |                      | 3 | Boston Celtics            | 4                         |                           |  |  |                       |                       |                       |  |  |               |               |               |  |
|  |                   |                        | 2               | Toronto Raptors*     | 3 |                           |                           |                           |  |  |                       |                       |                       |  |  |               |               |               |  |
|  | 2                 | Toronto Raptors*       | 2               | Toronto Raptors*     | 3 | 4                         |                           |                           |  |  |                       |                       |                       |  |  |               |               |               |  |
|  | 2                 | Toronto Raptors*       |                 |                      |   |                           |                           |                           |  |  |                       |                       |                       |  |  |               |               |               |  |
|  | 7                 | Brooklyn Nets          | 0               |                      |   |                           |                           |                           |  |  |                       |                       |                       |  |  |               |               |               |  |
|  | 7                 | Brooklyn Nets          | 0               |                      | 5 | Miami Heat*               | 2                         |                           |  |  |                       |                       |                       |  |  |               |               |               |  |
|  |                   |                        |                 |                      |   |                           |                           |                           |  |  |                       |                       |                       |  |  |               |               |               |  |
|  |                   |                        | 1               | Los Angeles Lakers*  | 4 |                           |                           |                           |  |  |                       |                       |                       |  |  |               |               |               |  |
|  | 1                 | Los Angeles Lakers*    | 1               | Los Angeles Lakers*  | 4 | 4                         |                           |                           |  |  |                       |                       |                       |  |  |               |               |               |  |
|  | 1                 | Los Angeles Lakers*    |                 |                      |   |                           |                           |                           |  |  |                       |                       |                       |  |  |               |               |               |  |
|  | 8                 | Portland Trail Blazers | 1               |                      |   |                           |                           |                           |  |  |                       |                       |                       |  |  |               |               |               |  |
|  | 8                 | Portland Trail Blazers | 1               |                      | 1 | Los Angeles Lakers*       | 4                         |                           |  |  |                       |                       |                       |  |  |               |               |               |  |
|  |                   |                        |                 |                      | 1 | Los Angeles Lakers*       | 4                         |                           |  |  |                       |                       |                       |  |  |               |               |               |  |
|  |                   |                        | 4               | Houston Rockets*     | 1 |                           |                           |                           |  |  |                       |                       |                       |  |  |               |               |               |  |
|  | 4                 | Houston Rockets*       | 4               | Houston Rockets*     | 1 | 4                         |                           |                           |  |  |                       |                       |                       |  |  |               |               |               |  |
|  | 4                 | Houston Rockets*       |                 |                      |   |                           |                           |                           |  |  |                       |                       |                       |  |  |               |               |               |  |
|  | 5                 | Oklahoma City Thunder  | 3               |                      |   |                           |                           |                           |  |  |                       |                       |                       |  |  |               |               |               |  |
|  | 5                 | Oklahoma City Thunder  | 3               |                      | 1 | Los Angeles Lakers*       | 4                         |                           |  |  |                       |                       |                       |  |  |               |               |               |  |
|  | Conferência Oeste |                        |                 |                      | 1 | Los Angeles Lakers*       | 4                         |                           |  |  |                       |                       |                       |  |  |               |               |               |  |
|  |                   |                        | 3               | Denver Nuggets*      | 1 |                           |                           |                           |  |  |                       |                       |                       |  |  |               |               |               |  |
|  | 3                 | Denver Nuggets*        | 3               | Denver Nuggets*      | 1 | 4                         |                           |                           |  |  |                       |                       |                       |  |  |               |               |               |  |
|  | 3                 | Denver Nuggets*        |                 |                      |   |                           |                           |                           |  |  |                       |                       |                       |  |  |               |               |               |  |
|  | 6                 | Utah Jazz              | 3               |                      |   |                           |                           |                           |  |  |                       |                       |                       |  |  |               |               |               |  |
|  | 6                 | Utah Jazz              | 3               |                      | 3 | Denver Nuggets*           | 4                         |                           |  |  |                       |                       |                       |  |  |               |               |               |  |
|  |                   |                        |                 |                      | 3 | Denver Nuggets*           | 4                         |                           |  |  |                       |                       |                       |  |  |               |               |               |  |
|  |                   |                        | 2               | Los Angeles Clippers | 3 |                           |                           |                           |  |  |                       |                       |                       |  |  |               |               |               |  |
|  | 2                 | Los Angeles Clippers   | 2               | Los Angeles Clippers | 3 | 4                         |                           |                           |  |  |                       |                       |                       |  |  |               |               |               |  |
|  | 2                 | Los Angeles Clippers   |                 |                      |   |                           |                           |                           |  |  |                       |                       |                       |  |  |               |               |               |  |
|  | 7                 | Dallas Mavericks       | 2               |                      |   |                           |                           |                           |  |  |                       |                       |                       |  |  |               |               |               |  |

* - Campeão da Divisão

## Suspensão da temporada

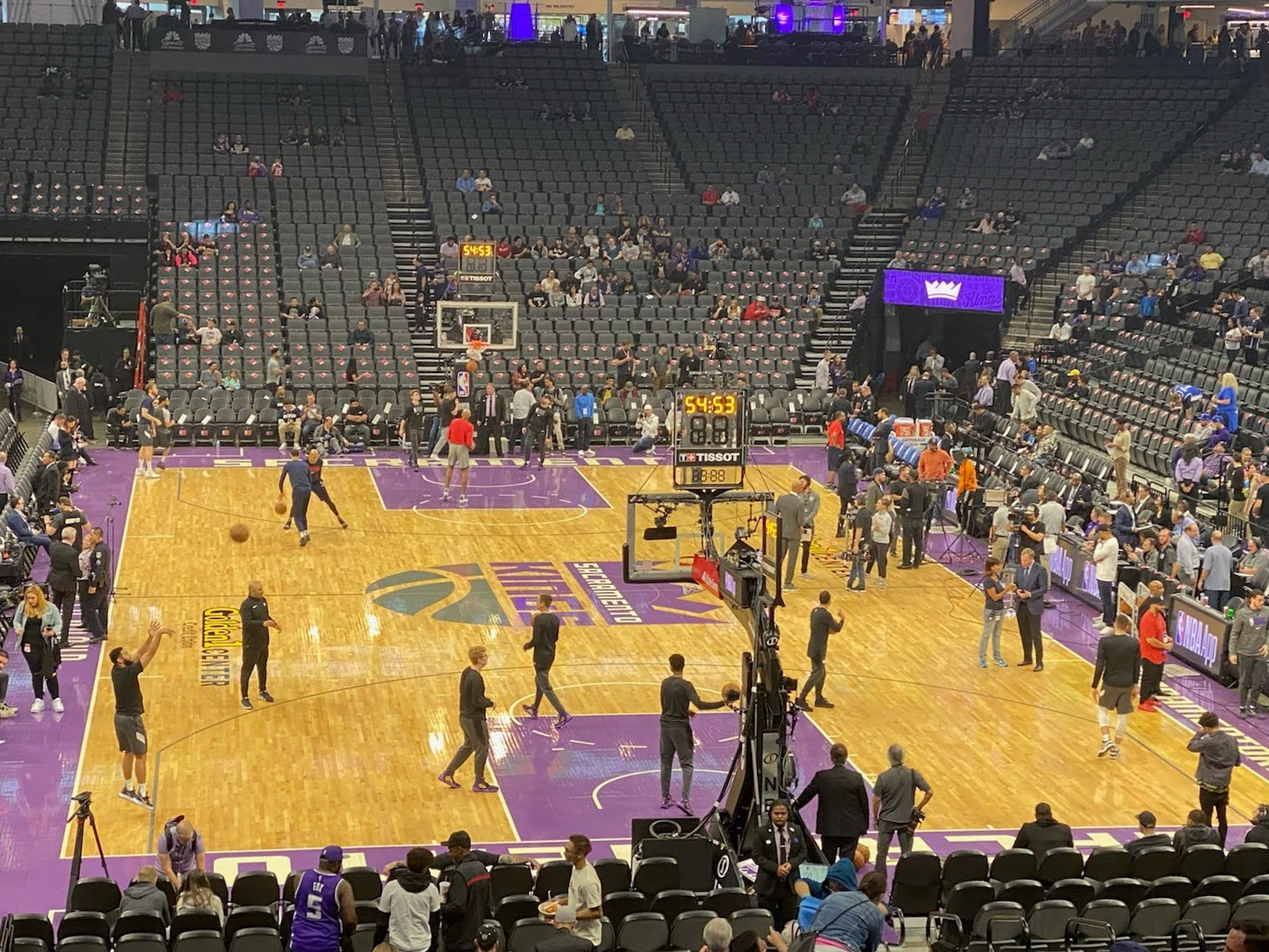
Arena Golden 1 Center é esvaziada após cancelamento do jogo entre Kings e Pelicans.

Em 11 de março de 2020, o jogo entre o Utah Jazz e o Oklahoma City Thunder foi adiado abruptamente após a descoberta de que Rudy Gobert testou positivo para COVID-19. Naquela mesma noite, o jogo entre New Orleans Pelicans e Sacramento Kings também foi adiado no último minuto, uma vez que foi descoberto que um árbitro do jogo, Courtney Kirkland, havia trabalhado em um jogo do Utah Jazz apenas dois dias antes. Kirkland posteriormente testou negativo para COVID-19. A NBA então suspendeu o restante da temporada 2019-20 "até novo aviso" após a conclusão dos jogos já em andamento.
Esta foi a primeira vez que uma temporada regular foi interrompida desde o locaute da NBA de 2011. No dia seguinte, o companheiro de equipe de Gobert, Donovan Mitchell, também testou positivo. Em 14 de março, o jogador do Detroit Pistons, Christian Wood, se tornou o terceiro jogador da NBA com teste positivo para o vírus, e o primeiro fora do Jazz. Em 17 de março, quatro jogadores do Brooklyn Nets, incluindo o superstar Kevin Durant, testaram positivo para o vírus. Em 19 de março, dois jogadores do Los Angeles Lakers, bem como Marcus Smart do Boston Celtics, testaram positivo para COVID-19. Todos os jogadores se recuperaram e foram liberados pelas autoridades de saúde locais.
Em 23 de maio, foi anunciado que a NBA estava em negociações com a The Walt Disney Company sobre a possibilidade de terminar a temporada em Walt Disney World's ESPN Wide World of Sports Complex, em Orlando. Em 29 de maio, o comissário da NBA Adam Silver e o escritório da liga informaram ao Conselho de Governadores que 31 de julho era a data prevista para o retorno da temporada.
Em 4 de junho, o Conselho de Governadores da NBA aprovou um plano para reiniciar a temporada em 31 de julho em Orlando. De acordo com este plano, 13 equipes da Conferência Oeste e nove equipes da Conferência Leste, todos com diferença de seis jogos de uma vaga no playoff, jogariam mais oito jogos da temporada regular. Um torneio play-in para o oitavo colocado em cada conferência seria então realizado se o nono colocado terminasse a temporada regular dentro de uma diferença quatro jogos do oitavo colocado. Essa proposta foi então aprovada pelos membros da National Basketball Players Association em 5 de junho.

## Greve dos jogadores
Em 26 de agosto de 2020, o Milwaukee Bucks optou por não jogar o jogo 5 da série de playoffs contra o Orlando Magic em protesto contra os tiros disparados em Jacob Blake por um policial. A NBA e a National Basketball Player's Association anunciaram que, devido à atitude do Milwaukee Bucks em seu jogo, os jogos seguintes do dia foram adiados. O Toronto Raptors também decidiu não jogar sua série de playoffs de segunda rodada contra o Boston Celtics em protesto pela falta de mudanças sociais ou legislativas após a morte de George Floyd e o caso Blake.
Essa foi a primeira vez na história que a NBA foi paralisada por uma causa social. As outras paralisações ocorreram por questões trabalhistas ou de saúde. Os jogos voltaram após mais dois dias de interrupção.

## Protocolo médico para reinício

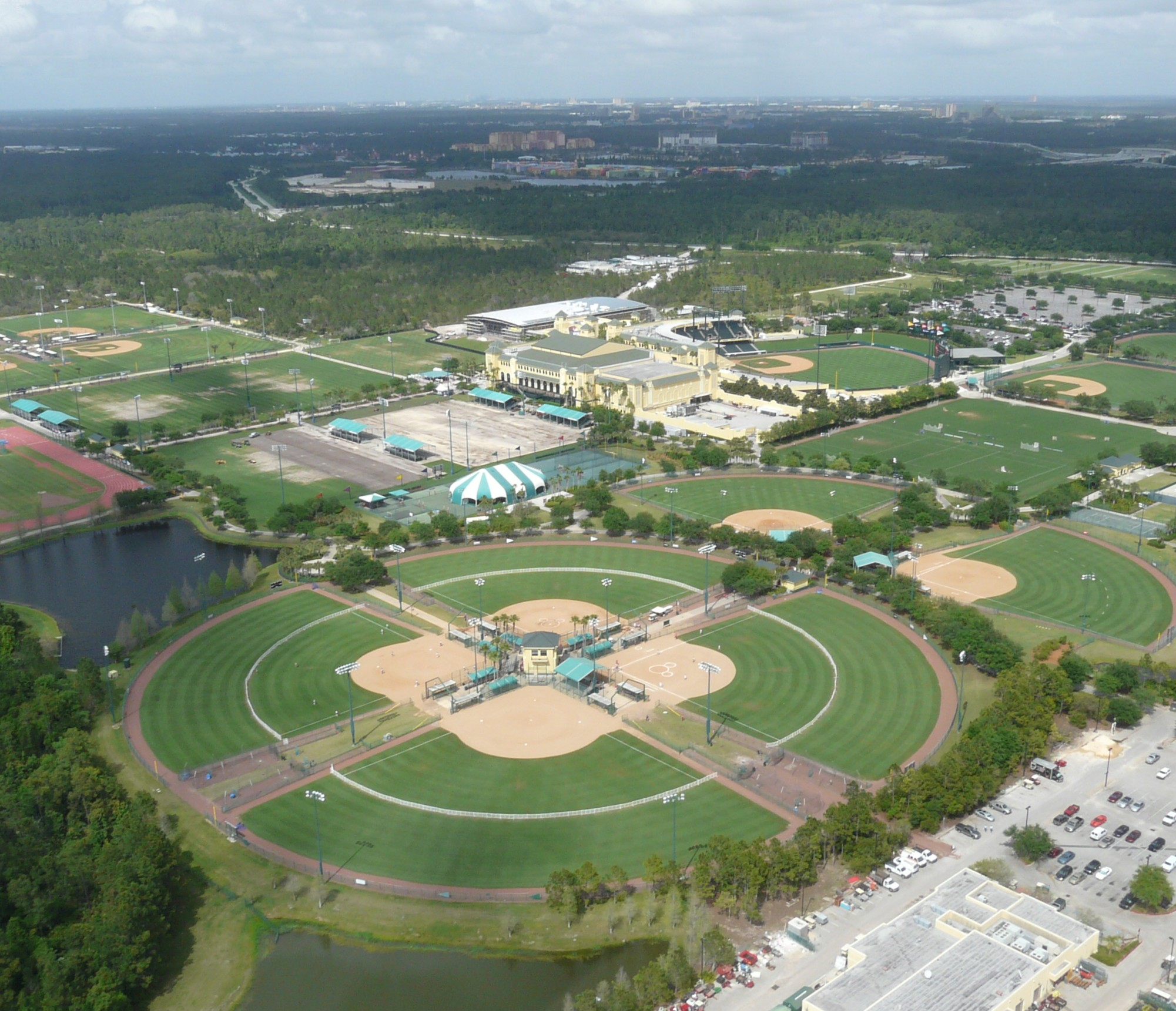
Uma vista aérea do Complexo ESPN Wide World of Sports.

Em 16 de junho de 2020, a NBA lançou um protocolo médico a ser usado durante o reinício da temporada na Bolha da NBA em Walt Disney World para garantir a saúde e a segurança dos jogadores, treinadores, oficiais e funcionários. Isso inclui testes regulares para COVID-19 antes e durante o reinício da temporada, uso de cobertura facial ou máscara e distanciamento social para evitar a ocorrência de um surto de COVID-19. Os jogadores e treinadores considerados "indivíduos de alto risco" por sua equipe, ou jogadores que já sofreram lesões no final da temporada antes da suspensão da temporada, não poderão jogar e também não perderão nenhum salário. Qualquer jogador com autorização médica também pode recusar-se a participar, mas perderá seus contracheques correspondentes.
A fase 1 do plano decorreu de 16 a 22 de junho, consistindo em jogadores que viajavam de volta para as cidades de suas respectivas equipes. Na Fase 2, de 23 a 30 de junho, os testes de COVID-19 começaram a ser administrados aos jogadores em dias alternados. Na Fase 3, de 1º a 11 de julho, os treinos individuais obrigatórios foram realizados nas instalações da equipe, mas os treinos em grupo foram proibidos.
A Fase 4 decorreu de 7 a 21 de julho, consistindo nas equipes viajando para a Disney World e conduzindo os treinos. Qualquer jogador com teste positivo nas fases anteriores não pode viajar até que tenha autorização médica para fazê-lo. Assim que as equipes chegaram a Orlando, os jogadores e funcionários foram isolados em seus quartos, obrigados a passar por dois testes de reação em cadeia da polimerase (PCR) com 24 horas de intervalo antes de serem liberados da quarentena. Eles ainda serão testados regularmente para COVID-19 posteriormente. Um jogador com resultado positivo será isolado e retestado em caso de falso positivo; se COVID-19 for definitivamente confirmado, ele ficará em quarentena por pelo menos 14 dias para se recuperar.
Os jogadores e funcionários não terão permissão para entrar no quarto de outra pessoa, nem poderão se socializar com jogadores de outras equipes hospedados em um edifício de hotel diferente. Eles terão acesso a comida e atividades recreativas dentro da bolha de seu hotel, mas terão que usar máscaras dentro de casa, exceto ao comer. Qualquer pessoa que sair da bolha sem aprovação prévia terá que ficar em quarentena por pelo menos 10 dias.
Durante a Fase 5, de 22 a 29 de julho, as equipes jogaram três amistosos contra as outras equipes hospedadas no mesmo hotel. Durante a Fase 6, quando os jogos de fase final da da temporada regular e playoffs estiverem em andamento e as equipes começarem a ser eliminadas da contenção, os jogadores e a equipe desses clubes devem passar por um teste final de COVID-19 antes de deixarem o Disney World.

## Estatísticas
| Líderes de estatísticas individuais |                       |                    |       |
| Categoria                           | Jogador               | Equipe             | Est.  |
| Pontos por jogo                     | James Harden          | Houston Rockets    | 34.3  |
| Rebotes por jogo                    | Andre Drummond        | Detroit/Cleveland  | 15.2  |
| Assistências por jogo               | LeBron James          | Lakers             | 10.2  |
| Roubadas por jogo                   | Ben Simmons           | Philadelphia 76ers | 2.1   |
| Tocos por jogo                      | Hassan Whiteside      | Blazers            | 2.9   |
| Turnovers por jogo                  | Trae Young            | Atlanta Hawks      | 4.8   |
| Faltas por jogo                     | Jaren Jackson Jr.     | Memphis Grizzlies  | 4.1   |
| Minutes por jogo                    | Damian Lillard        | Blazers            | 37.5  |
| Arremessos                          | Mitchell Robinson     | New York Knicks    | 74.2% |
| Lances livres                       | Brad Wanamaker        | Boston Celtics     | 92.6% |
| Cestas de 3                         | George Hill           | Milwaukee Bucks    | 46.0% |
| Duplo-duplos                        | Giannis Antetokounmpo | Milwaukee Bucks    | 56    |
| Triplo-duplos                       | Luka Dončić           | Dallas Mavericks   | 17    |

| Recorde em um jogo na temporada |                   |                        |      |
| Categoria                       | Jogador           | Equipe                 | Est. |
| Pontos                          | Damian Lillard    | Blazers                | 61   |
| Rebotes                         | Jonas Valančiūnas | Memphis Grizzlies      | 25   |
| Assistências                    | LeBron James      | Los Angeles Lakers     | 19   |
| Assistências                    | Luka Dončić       | Dallas Mavericks       | 19   |
| Roubos                          | Ben Simmons       | Philadelphia 76ers     | 7    |
| Roubos                          | Fred VanVleet     | Toronto Raptors        | 7    |
| Roubos                          | Jonathan Isaac    | Orlando Magic          | 7    |
| Roubos                          | Elfrid Payton     | New York Knicks        | 7    |
| Roubos                          | Dennis Smith Jr.  | New York Knicks        | 7    |
| Roubos                          | Ricky Rubio       | Phoenix Suns           | 7    |
| Roubos                          | OG Anunoby        | Toronto Raptors        | 7    |
| Tocos                           | Hassan Whiteside  | Portland Trail Blazers | 10   |
| Cestas de 3                     | Zach LaVine       | Chicago Bulls          | 13   |

| Equipes líderes de estatísticas |                    |       |
| Categoria                       | Equipe             | Est.  |
| Pontos por jogo                 | Milwaukee Bucks    | 118.7 |
| Rebotes por jogo                | Milwaukee Bucks    | 51.7  |
| Assistências por jogo           | Phoenix Suns       | 27.2  |
| Roubos por jogo                 | Chicago Bulls      | 10.0  |
| Tocos por jogo                  | Los Angeles Lakers | 6.6   |
| Turnovers por jogo              | San Antonio Spurs  | 12.6  |
| Arremessos                      | Los Angeles Lakers | 48.0% |
| Lances livres                   | Phoenix Suns       | 83.4% |
| Cestas de 3                     | Utah Jazz          | 38.0% |

## Prêmios

### Anual
Enquanto as estatísticas dos jogos de classificação foram contadas para os totais da temporada regular dos jogadores, a NBA determinou que seus prêmios de final de temporada fossem baseados apenas nos jogos até 11 de março e excluiu os jogos de feitos na "bolha". Os finalistas dos prêmios votados foram anunciados durante os playoffs e os vencedores serão apresentados na cerimônia de premiação.
| Prêmios da NBA de 2019-20 | | |
| Prêmio | Vencedor(es) | Finalistas |
| Jogador mais valioso | Giannis Antetokounmpo (Milwaukee Bucks)                                                                           | James Harden (Houston Rockets) LeBron James (Los Angeles Lakers) |
| Jogador defensivo do ano | Giannis Antetokounmpo (Milwaukee Bucks)                                                                           | Anthony Davis (Los Angeles Lakers) Rudy Gobert (Utah Jazz) |
| Melhor novato do ano | Ja Morant (Memphis Grizzlies)                                                                                     | Kendrick Nunn (Miami Heat) Zion Williamson (New Orleans Pelicans) |
| Sexto homem do ano | Montrezl Harrell (Los Angeles Clippers)                                                                           | Dennis Schröder (Oklahoma City Thunder) Lou Williams (Los Angeles Clippers) |
| Jogador que mais evoluiu do ano | Brandon Ingram (New Orleans Pelicans)                                                                             | Bam Adebayo (Miami Heat) Luka Dončić (Dallas Mavericks) |
| Técnico do ano | Nick Nurse (Toronto Raptors)                                                                                      | Mike Budenholzer (Milwaukee Bucks) Billy Donovan (Oklahoma City Thunder) |
| Executivo do ano | Lawrence Frank (Los Angeles Clippers)                                                                             | Sam Presti (Oklahoma City Thunder) Pat Riley (Miami Heat) |
| Prêmio de esportividade | Vince Carter (Atlanta Hawks)                                                                                      | Steven Adams (Oklahoma City Thunder) Harrison Barnes (Sacramento Kings) Langston Galloway (Detroit Pistons) Tyus Jones (Memphis Grizzlies) Garrett Temple (Brooklyn Nets)                                                                                      |
| Prêmio de cidadânia | Malcolm Brogdon (Indiana Pacers)                                                                                  | Jrue Holiday (New Orleans Pelicans) Kevin Love (Cleveland Cavaliers) Josh Okogie (Minnesota Timberwolves) Lloyd Pierce (Atlanta Hawks) |
| Companheiro de equipe | Jrue Holiday (Pelicans)                                                                                           | \| Tobias Harris (76ers) Kyle Korver (Bucks) J. J. Barea (Mavericks) Torrey Craig (Nuggets) Jared Dudley (Lakers) Udonis Haslem (Heat) \| Gordon Hayward (Celtics) Serge Ibaka (Raptors) Damian Lillard (Blazers) Patty Mills (Spurs) Myles Turner (Pacers) \| |
| Tobias Harris (76ers) Kyle Korver (Bucks) J. J. Barea (Mavericks) Torrey Craig (Nuggets) Jared Dudley (Lakers) Udonis Haslem (Heat) | Gordon Hayward (Celtics) Serge Ibaka (Raptors) Damian Lillard (Blazers) Patty Mills (Spurs) Myles Turner (Pacers) | |

| - All-NBA First Team: - F Giannis Antetokounmpo, Milwaukee Bucks - F LeBron James, Los Angeles Lakers - C Anthony Davis, Los Angeles Lakers - G Luka Dončić, Dallas Mavericks - G James Harden, Houston Rockets | - All-NBA Second Team: - F Kawhi Leonard, Los Angeles Clippers - F Pascal Siakam, Toronto Raptors - C Nikola Jokić, Denver Nuggets - G Chris Paul, Oklahoma City Thunder - G Damian Lillard, Portland Trail Blazers | - All-NBA Third Team: - F Jayson Tatum, Boston Celtics - F Jimmy Butler, Miami Heat - C Rudy Gobert, Utah Jazz - G Ben Simmons, Philadelphia 76ers - G Russell Westbrook, Houston Rockets |

| - NBA All-Defensive First Team: - F Giannis Antetokounmpo, Milwaukee Bucks - F Anthony Davis, Los Angeles Lakers - C Rudy Gobert, Utah Jazz - G Ben Simmons, Philadelphia 76ers - G Marcus Smart, Boston Celtics | - NBA All-Defensive Second Team: - F Bam Adebayo, Miami Heat - F Kawhi Leonard, Toronto Raptors - C Brook Lopez, Milwaukee Bucks - G Eric Bledsoe, Milwaukee Bucks - G Patrick Beverley, Los Angeles Clippers |

| - NBA All-Rookie First Team: - Ja Morant, Memphis Grizzlies - Kendrick Nunn, Miami Heat - Brandon Clarke, Memphis Grizzlies - Zion Williamson, New Orleans Pelicans - Eric Paschall, Golden State Warriors | - NBA All-Rookie Second Team: - Tyler Herro, Miami Heat - Terence Davis, Toronto Raptors - Coby White, Chicago Bulls - P. J. Washington, Charlotte Hornets - Rui Hachimura, Washington Wizards |

### Bolha
Prêmios especificamente para os jogos realizados na "bolha", com Damian Lillard nomeado "MVP da Bolha" após uma média de 37,6 pontos por jogo.
| Equipes na "Bolha"                      |                                         |
| Equipe A                                | Equipe B                                |
| Devin Booker (Phoenix Suns)             | Giannis Antetokounmpo (Milwaukee Bucks) |
| Luka Dončić (Dallas Mavericks)          | Kawhi Leonard (Los Angeles Clippers)    |
| James Harden (Houston Rockets)          | Caris LeVert (Brooklyn Nets)            |
| Damian Lillard (Portland Trail Blazers) | Michael Porter Jr. (Denver Nuggets)     |
| T. J. Warren (Indiana Pacers)           | Kristaps Porziņģis (Dallas Mavericks)   |

| Prêmios individuais na "Bolha" |                                         |
| Prêmio                         | Vencedor                                |
| Jogador mais valioso           | Damian Lillard (Portland Trail Blazers) |
| Técnico                        | Monty Williams (Phoenix Suns)           |

### Semanal
| Prêmios semanais da NBA de 2019-20 |                                         |                                             |
| Semana                             | Conferência Leste                       | Conferência Oeste                           |
| 22 out - 27 out                    | Trae Young (Atlanta Hawks)              | Karl-Anthony Towns (Minnesota Timberwolves) |
| 28 out - 03 nov                    | Giannis Antetokounmpo (Milwaukee Bucks) | Anthony Davis (Los Angeles Lakers)          |
| 04 nov - 10 nov                    | Pascal Siakam (Toronto Raptors)         | James Harden (Houston Rockets)              |
| 11 nov - 17 nov                    | Nikola Vučević (Orlando Magic)          | James Harden (Houston Rockets)              |
| 18 nov - 24 nov                    | Spencer Dinwiddie (Brooklyn Nets)       | Luka Dončić (Dallas Mavericks)              |
| 25 nov - 01 dez                    | Giannis Antetokounmpo (Milwaukee Bucks) | Carmelo Anthony (Portland Trail Blazers)    |
| 02 dez - 08 dez                    | Jimmy Butler (Miami Heat)               | Anthony Davis (Los Angeles Lakers)          |
| 09 dez - 15 dez                    | Bam Adebayo (Miami Heat)                | LeBron James (Los Angeles Lakers)           |
| 16 dez - 22 dez                    | Kyle Lowry (Toronto Raptors)            | Dennis Schröder (Oklahoma City Thunder)     |
| 23 dez - 29 dez                    | Jaylen Brown (Boston Celtics)           | Brandon Ingram (New Orleans Pelicans)       |
| 30 dez - 05 jan                    | Giannis Antetokounmpo (Milwaukee Bucks) | LeBron James (Los Angeles Lakers)           |
| 06 jan - 12 jan                    | Josh Richardson (Philadelphia 76ers)    | DeMar DeRozan (San Antonio Spurs)           |
| 13 jan - 19 jan                    | Ben Simmons (Philadelphia 76ers)        | Kawhi Leonard (Los Angeles Clippers)        |
| 20 jan - 26 jan                    | Pascal Siakam (Toronto Raptors)         | Damian Lillard (Portland Trail Blazers)     |
| 27 jan - 02 fev                    | Jaylen Brown (Boston Celtics)           | Damian Lillard (Portland Trail Blazers)     |
| 03 fev - 09 fev                    | Jayson Tatum (Boston Celtics)           | Nikola Jokić (Denver Nuggets)               |
| 24 fev - 01 mar                    | Giannis Antetokounmpo (Milwaukee Bucks) | Kristaps Porziņģis (Dallas Mavericks)       |
| 02 mar - 08 mar                    | Norman Powell (Toronto Raptors)         | LeBron James (Los Angeles Lakers)           |

### Mensal
| Prêmios mensais da NBA de 2019-20 |                       |                   |                   |                   |                   |                   |
| Mês                               | Conferência Leste     | Conferência Leste | Conferência Leste | Conferência Oeste | Conferência Oeste | Conferência Oeste |
| Mês                               | Jogador               | Estreante         | Técnico           | Jogador           | Estreante         | Técnico           |
| Out/Nov                           | Giannis Antetokounmpo | Kendrick Nunn     | Nick Nurse        | Luka Dončić       | Ja Morant         | Frank Vogel       |
| Dez                               | Giannis Antetokounmpo | Kendrick Nunn     | Mike Budenholzer  | James Harden      | Ja Morant         | Billy Donovan     |
| Jan                               | Giannis Antetokounmpo | Kendrick Nunn     | Nick Nurse        | LeBron James      | Ja Morant         | Taylor Jenkins    |
| Fev                               | Jayson Tatum          | Coby White        | Mike Budenholzer  | LeBron James      | Zion Williamson   | Mike D'Antoni     |

## Transmissões na TV
Este é o quarto ano dos atuais contratos de nove anos com a ABC, ESPN, TNT e NBA TV.
Sob um acordo com o Departamento de Justiça dos Estados Unidos sobre a aquisição da 21st Century Fox pela Disney, o direito de transmissão da Fox Sports Regional Networks foi obrigado a ser vendido para terceiros até 18 de junho de 2019. A Fox também invocou uma cláusula para dar a Yankee Global Enterprises os direitos de recomprar sua participação na YES Network, que transmite os jogos locais do Brooklyn Nets na NBA. A Fox Sports Regional Networks detém os direitos de TV locais para um total combinado de 44 times da NHL, NBA e MLB. Em 8 de março, a YES foi vendida a um consórcio incluindo o Yankee Global Enterprises, Amazon e Sinclair Broadcast Group por US$ 3,5 bilhões. Então, em 3 de maio, a Sinclair and Entertainment Studios concordou em comprar o restante da Fox Sports Regional Networks. As redes continuam a usar temporariamente o nome Fox Sports sob um acordo de licença transicional, enquanto a Sinclair explora as opções de re-branding.

## Ocorrências notáveis

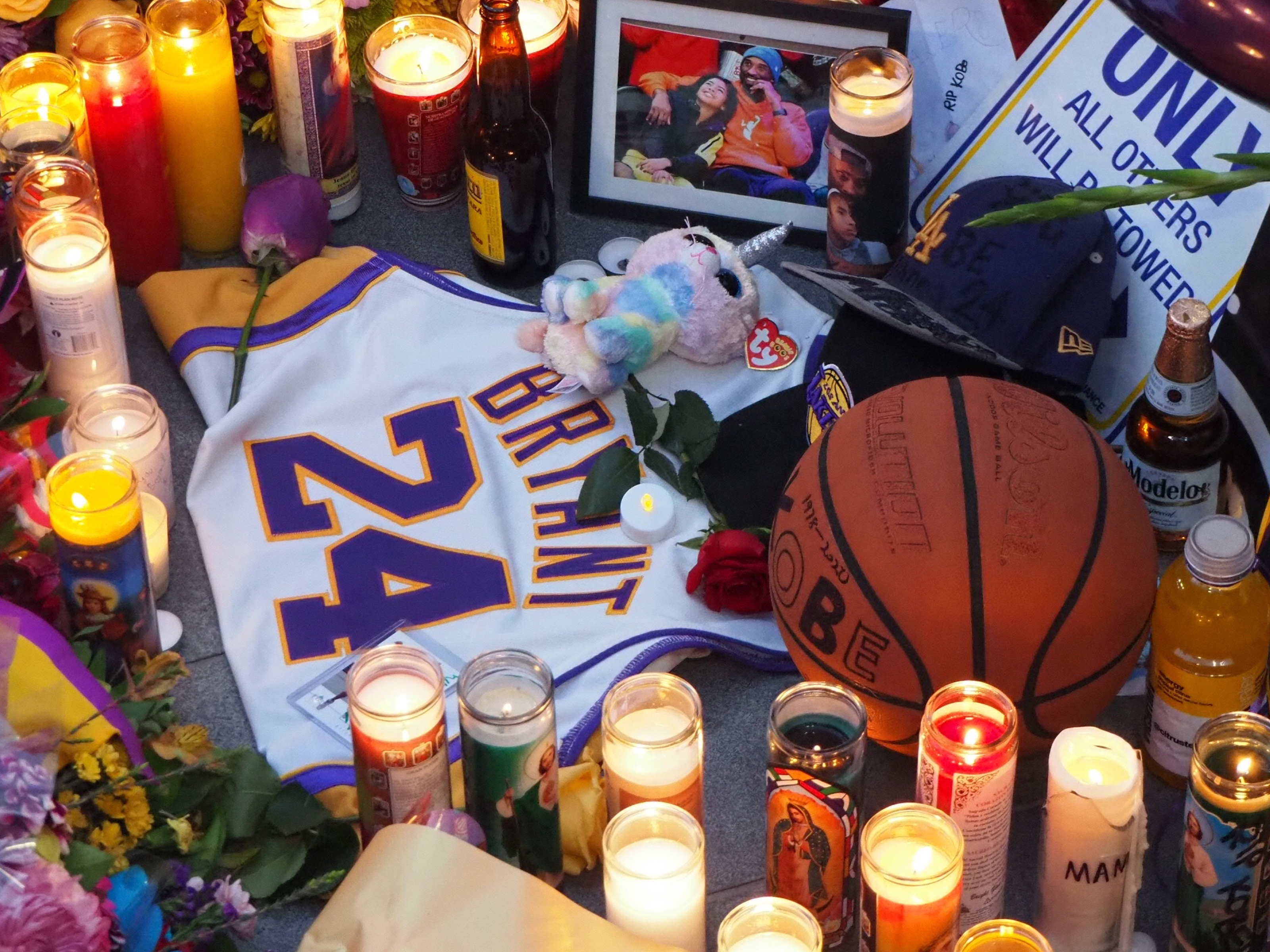
Homenagem à Kobe Bryant no Staples Center.

- 24 de outubro de 2019 - Vince Carter, do Atlanta Hawks se tornou o primeiro jogador na história da NBA a jogar 22 temporadas. Carter entrou com 6:52 do primeiro quarto contra o Detroit Pistons.[63]
- 19 de novembro de 2019 - LeBron James do Los Angeles Lakers se tornou o primeiro jogador na história da NBA a registrar um triplo-duplo contra todas as 30 equipes da NBA.[64]
- 28 de dezembro de 2019 - Jrue Holiday do New Orleans Pelicans, Justin Holiday e Aaron Holiday do Indiana Pacers, se tornaram os três primeiros irmãos a jogar o mesmo jogo da NBA.[65]
- 4 de janeiro de 2020 - Vince Carter se tornou o único jogador na história da NBA a jogar em quatro décadas diferentes.[66]
- 20 de janeiro de 2020 - Russell Westbrook do Houston Rockets se tornou o segundo jogador a registrar um triplo-duplo contra todas as 30 equipes da NBA.[67]
- 25 de janeiro de 2020 - LeBron James passou Kobe Bryant e se tornou o terceiro maior pontuador de todos os tempos da NBA.[68]
- 26 de janeiro de 2020 - Um dia depois de ser ultrapassado por LeBron James na lista de maiores pontuadores de todos os tempos da NBA, Kobe Bryant e sua filha Gianna morreram em um acidente de helicóptero em Calabasas, Califórnia.[69] Durante o primeiro minuto de cada jogo deste dia, os jogadores prestaram homenagem com uma violação do relógio de arremesso de 24 segundos e da violação da quadra de defesa de 8 segundos, referenciando os dois números que Bryant usou durante sua carreira.[70] Além disso, o All-Star Game foi jogado com os números de camisa 24 e 2, este último em homenagem a Gianna.[71]
- 28 de janeiro de 2020 - O jogo entre Los Angeles Lakers e Los Angeles Clippers, que seria realizado no Staples Center, foi adiado em respeito à morte de Bryant.[72]
- 13 de agosto de 2020 - O San Antonio Spurs foi eliminado da disputa do playoff, encerrando uma sequência recorde de 22 anos.[73]
- 26 de agosto de 2020 - O Milwaukee Bucks decidiu boicotar o jogo 5 de sua série de playoffs contra o Orlando Magic, em protesto contra a morte de Jacob Blake alguns dias antes. Decisões semelhantes do Oklahoma City Thunder , do Houston Rockets, do Portland Trail Blazers e do Los Angeles Lakers ocorreram no mesmo dia.[74]
- 15 de setembro de 2020 - O Denver Nuggets derrotou o Los Angeles Clippers nas semifinais da Conferência Oeste, depois de inicialmente estar perdendo na série por 3-1. Isso marcou a primeira vez que uma equipe superou déficits consecutivos da série de 3-1 no mesmo playoff, já que o Nuggets havia superado o déficit da série de 3-1 na primeira rodada contra o Utah Jazz.[75]